# Cattedrale di Nostra Signora dell'Orto (Chiavari)
La cattedrale di Nostra Signora dell'Orto è il Duomo del comune di Chiavari, in piazza Nostra Signora dell'Orto, in provincia di Genova. Sede vescovile della diocesi di Chiavari, è anche santuario mariano e sede della parrocchia omonima del vicariato di Chiavari-Lavagna. Il 27 novembre del 1904 papa Pio X l'ha elevata al rango di basilica minore.

## Storia

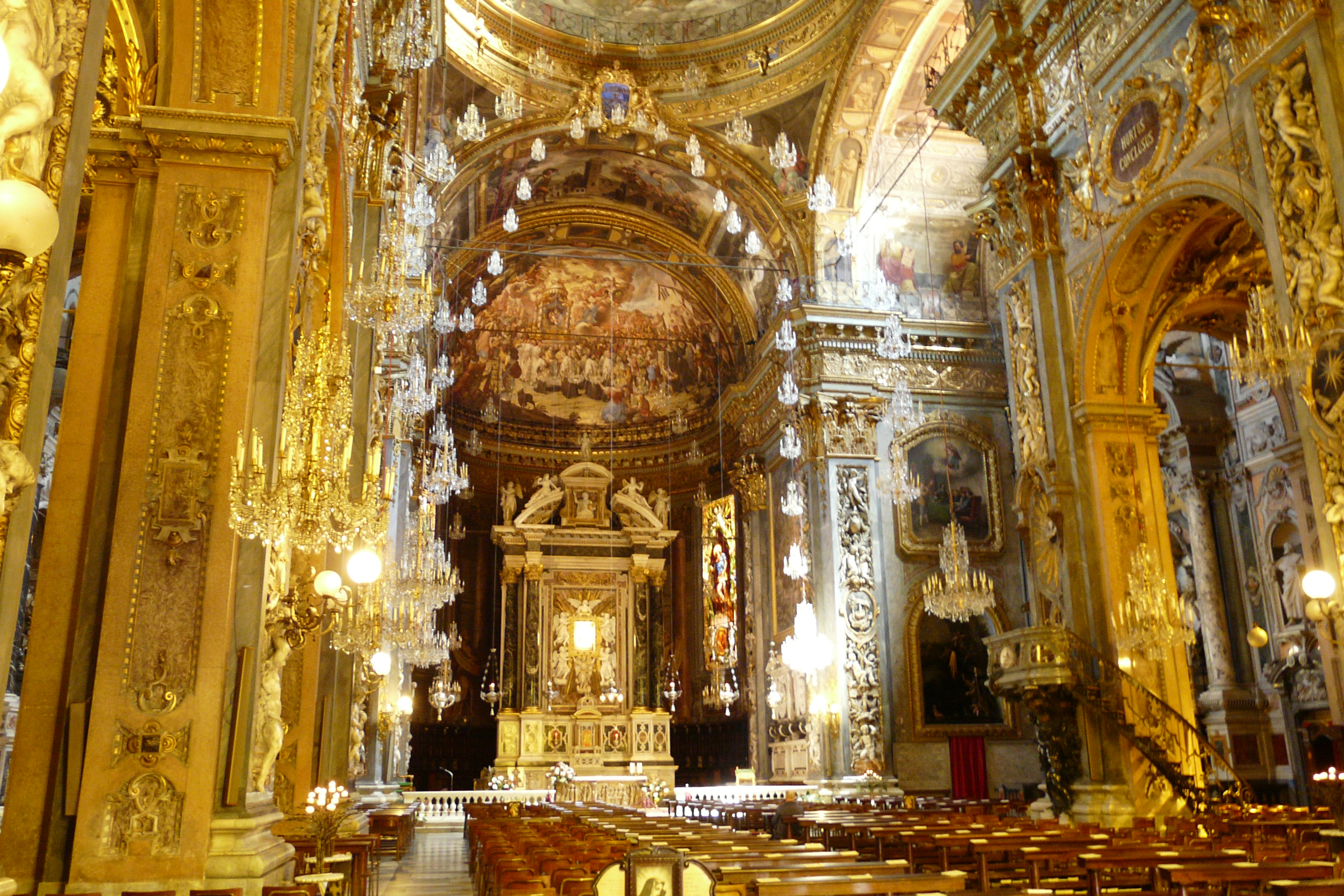
Interno

La chiesa fu eretta dopo la miracolosa apparizione della Vergine Maria avvenuta, secondo la tradizione, il 2 luglio 1610 nella zona dove un tempo sorgevano gli orti - da cui deriverebbe la denominazione Madonna dell'Orto - al concittadino Sebastiano Descalzo. Nel luogo dell'apparizione era già presente un pilone raffigurante la Madonna con i santi Sebastiano e Rocco, eretto dai chiavaresi per scongiurare la malattia della peste che afflisse la cittadella nel 1493 e nel 1528.
Fu quindi deliberata la decisione di erigere un nuovo tempio religioso, nei pressi dell'antico pilone, ponendo la prima pietra il 1º luglio 1613. I lavori di costruzione terminarono vent'anni dopo, nel 1633. L'edificio fu dato in gestione ai Carmelitani Scalzi, i quali dovettero nel 1797 allontanarsi dalla chiesa a causa della soppressione degli ordini religiosi di Napoleone Bonaparte alla proclamazione della Repubblica Ligure. Nel 1892, a seguito dell'istituzione della nuova diocesi di Chiavari, il santuario mariano venne elevato al titolo di cattedrale da papa Leone XIII. Due anni dopo, nel 1894, la chiesa fu consacrata da monsignor Fortunato Vinelli, primo vescovo di Chiavari.
Subì notevoli mutamenti architettonici a cavallo tra il XIX secolo e XX secolo quali la costruzione delle tre navate, del poderoso pronao e nuovi affreschi all'interno. Il confinante monastero fu adibito nell'attuale biblioteca diocesana e sede di un istituto scolastico religioso. L'inaugurazione ufficiale della nuova cattedrale avvenne il 3 luglio 1907, tre anni dopo l'intitolazione a basilica.
Nel 2016 si è provveduto a pedonalizzare il sagrato, ricoprendolo con una pavimentazione in pavé.
Le principali festività e ricorrenze si svolgono principalmente il 2 e 3 luglio, nella ricorrenza dell'apparizione mariana e il 17 gennaio festa di sant'Antonio Abate. I compatroni sono san Sebastiano il 20 gennaio e san Rocco il 16 agosto.
L'inno di Nostra Signora dell'Orto, intitolato O clemente pietosa Regina, è stato composto e musicato dal maestro e sacerdote Giovanni Battista Campodonico.

## Descrizione

### Esterno
La facciata della cattedrale, a capanna, è preceduta dal pronao esastilo sorretto da colonne corinzie lisce. Esso fu disegnato e progettato dall'architetto modenese Luigi Poletti nel 1836 ispirandosi come modello al Pantheon di Roma. I lavori di edificazione durarono dal 1841 al 1907. La struttura in stile neoclassico è stata realizzata usando come materiale il marmo bianco e dividendola in otto colonne di ordine corinzio. La facciata è stata completata nel 1938 inserendo cinque riquadri marmorei a bassorilievo - raffiguranti episodi della vita della Vergine - eseguiti dallo scultore Rodolfo Castagnino su disegno dell'architetto Luigi Daneri.
Il campanile si erge nella zona absidale e contiene un concerto di otto campane in tonalità Si2 maggiore,  fuse dalla fonderia milanese dei Fratelli Barigozzi, tranne la più piccola, fusa dalla fonderia Filippi di Chiari.
La cupola è in tipico stile ligure con "lanternino" alla sommità.

### Interno
L'interno della cattedrale ha pianta a croce latina ed è suddiviso in tre navate da due file di archi a tutto sesto poggianti su pilastri quadrangolari. La crociera è coperta con una cupola.
All'interno si trovano numerose opere d'arte di grande rilievo e pregio artistico, quali l'altare maggiore del 1627 - opera dell'architetto Ferrandino - o il coro seicentesco proveniente dalla vicina chiesa di San Francesco. Inoltre sono presenti la pala dell'altare maggiore ad opera di Benedetto Borzone e notevoli gruppi lignei del celebre scultore Anton Maria Maragliano:
- San Rocco e l’angelo, 1714-1715, legno scolpito e dipinto, proveniente dall’oratorio chiavarese di San Francesco.
- San Francesco riceve le stigmate, 1715-1719, legno scolpito, dipinto e dorato, “cassa” processionale proveniente dall’oratorio dei disciplinanti di San Francesco, giunta nel 1799, in seguito alla soppressione della sede della confraternita. Costituita da quattro parti: san Francesco, sorretto da un arcangelo mentre accoglie le stigmate, frate Leone, seduto e intento alla lettura, una coppia di angioletti su una base rocciosa, e la grande roccia con il Cristo Serafino attorniato da tre cherubini.
- Sant’Antonio Abate tentato, 1705 (commissione) - 1720, spettacolare gruppo processionale, definito da Carlo Giuseppe Ratti “cosa di raro artifizio”, proveniente dall’oratorio di S. Antonio Abate sede confraternale chiavarese, dove rimase fino al 1799. Narra il celebre episodio della vita del santo che, afflitto dalle tentazioni del diavolo durante il ritiro eremitico nel deserto, fu soccorso da angeli apparsi sulla sommità di un alto sperone. Il santo, ora rivolto verso la navata, doveva essere voltato verso la gloria d’angeli, circondato da due grottesche figure diaboliche, una, con testa bovina rivolta verso il bellissimo arcangelo, l’altra, ora in ombra sul lato nascosto, in sembiante di rettile. Completano la scena una ciotola, una borsa di giuncointrecciata, un teschio, un fuoco e il maialino, attributi iconografici del santo, e due angioletti che reggono la mitria e il lungo pastorale a cui è appeso il campanello.[3]

Tra gli affreschi conservati è quello della volta raffigurante l'apparizione mariana del 1610 sullo sfondo dell'antica Cittadella di Chiavari, affrescato da Carlo Baratta nel 1805. Sono inoltre presenti altri affreschi di Francesco Gandolfi databili al 1868 e altri dipinti di Giovanni Coppola datati allo stesso periodo. 

Il pulpito, i marmi e gli stucchi delle tre navate sono di Ludovico Pogliaghi, eseguiti tra il 1909 e il 1910. Le due grandi vetrate dell'abside, raffiguranti san Sebastiano e san Rocco, furono realizzate nel 1928, su disegni dello stesso Pogliaghi, da Costante Panigati, direttore artistico della Ditta Luigi Fontana & C. di Milano.

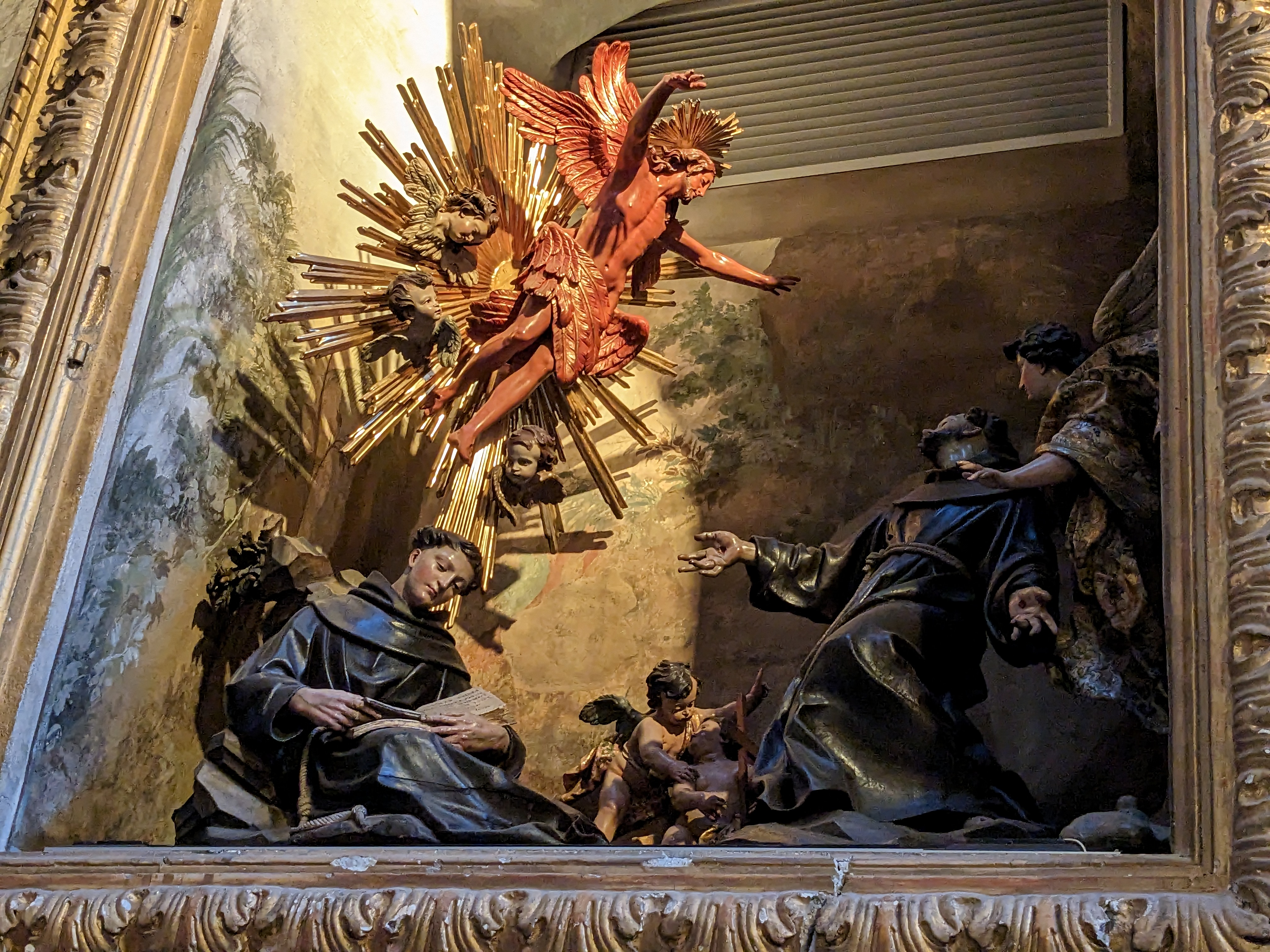
San Francesco riceve le stigmate, Anton Maria Maragliano
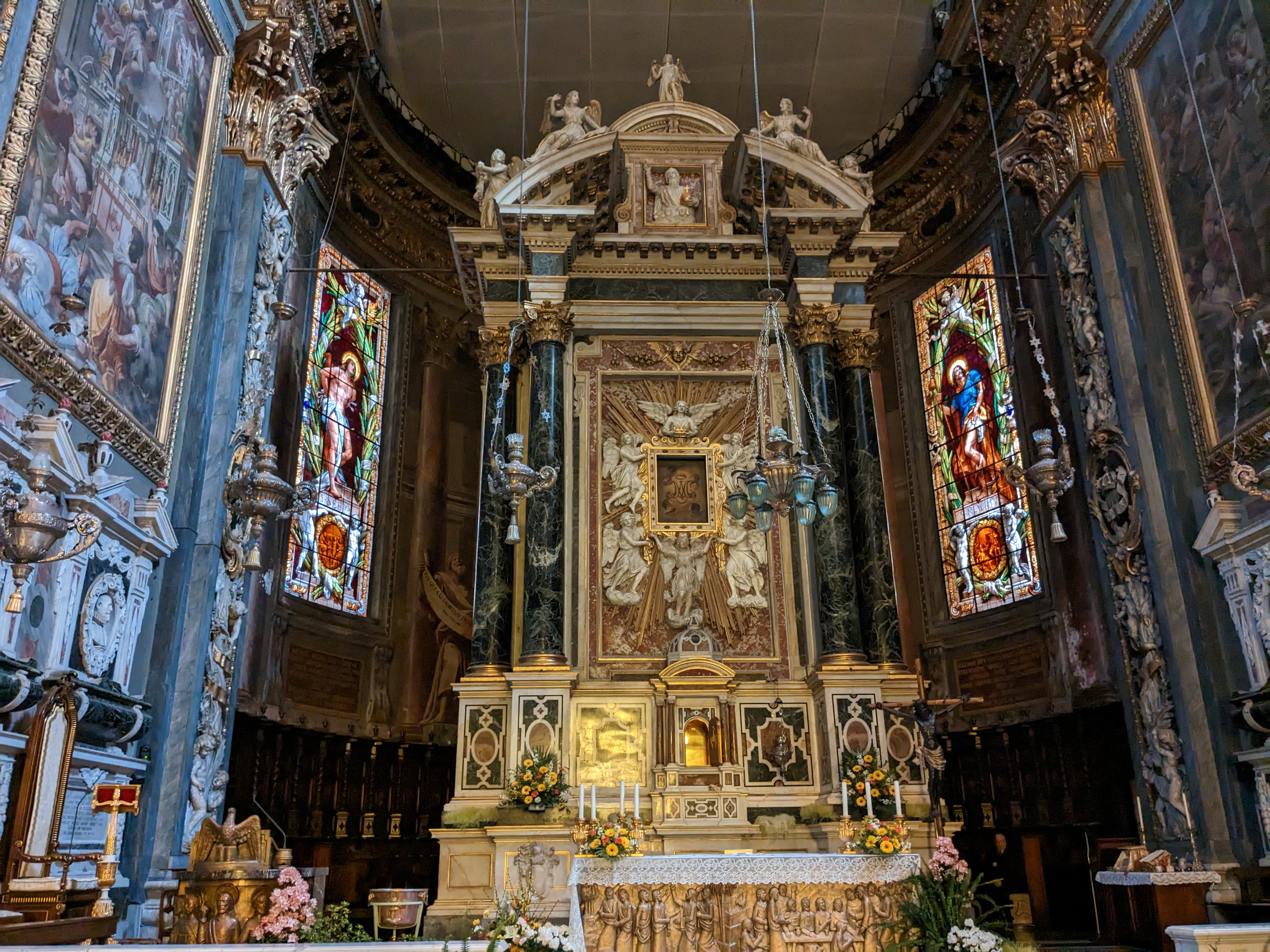
Altare principale
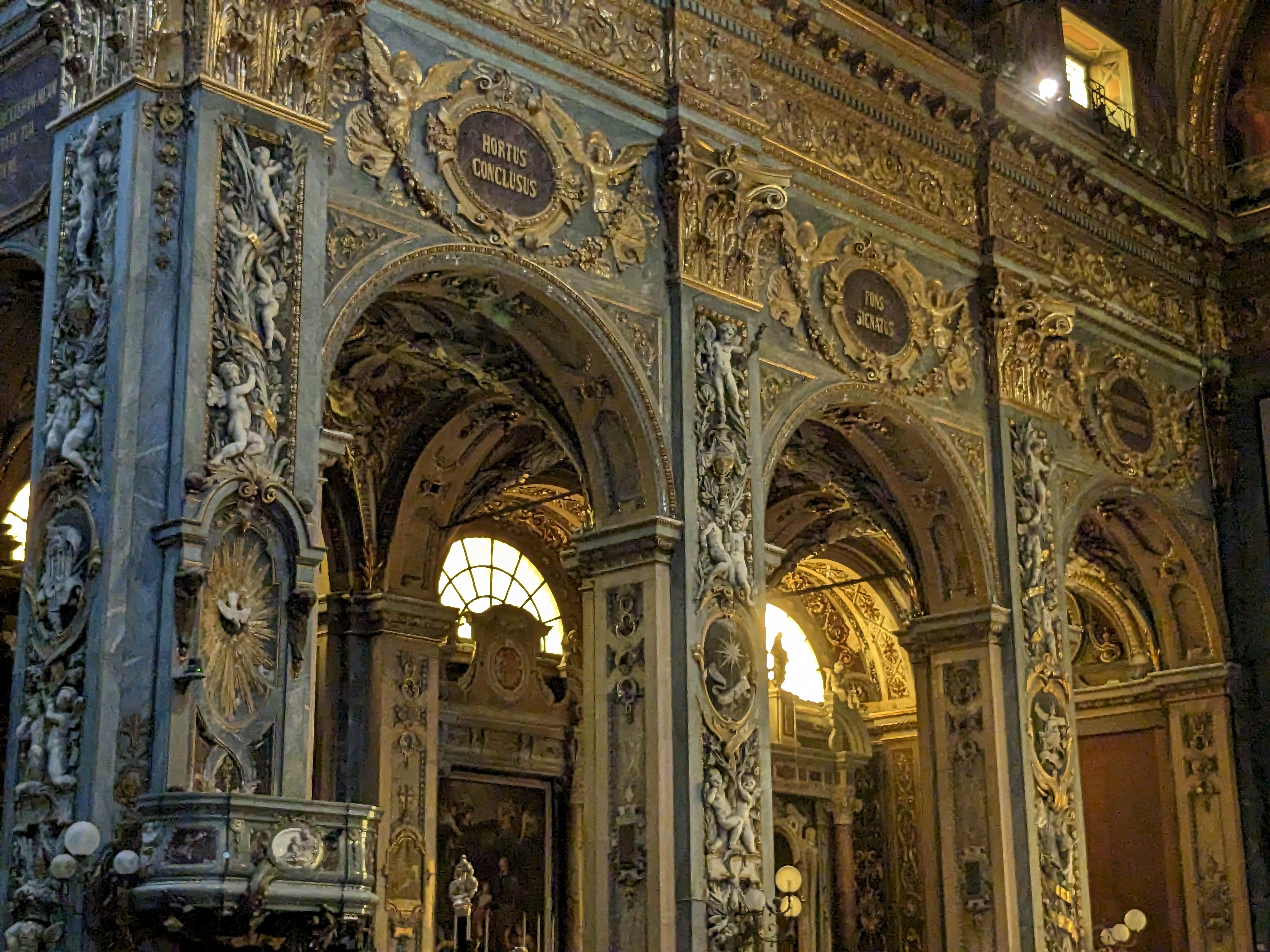
Decorazione del Pogliaghi

### Organo a canne
L'organo a canne della cattedrale è stato costruito nel 1969 dai fratelli Marin. A trasmissione elettrica, ha tre corpi d'organo: uno nell'abside, occultato dall'altare maggiore, un secondo (Eco) nella cupola e un terzo in controfacciata, sopra il portale centrale. Lo strumento dispone di tre tastiere di 61 note ciascuna e di una pedaliera concavo-radiale di 32